# Бейби Дол
„Бейби Дол“ (на английски: Baby Doll) е американски филм от 1956 година, трагикомедия на режисьора Елия Казан по сценарий на Тенеси Уилямс, базиран на пиесата му „27 вагона памук“.  Главните роли се изпълняват от Карл Молдън, Карол Бейкър и Илай Уолък.

## Сюжет
В центъра на сюжета са двама съперничещи си собственици на памукоочистващи цехове в дълбоката провинция на Мисисипи – единият изпада във финансови трудности и подпалва цеха на другия, който от своя страна се опитва да съблазни младата му девствена съпруга.

## В ролите
| Изпълнител    | Роля              |
| ------------- | ----------------- |
| Карл Молдън   | Арчи Ли Мейен     |
| Карол Бейкър  | Бейби Дол Мейен   |
| Илай Уолък    | Силва Вакаро      |
| Милдред Дънок | Леля Роуз Комфорт |
| Рип Торн      | Зъболекър         |
| Лони Чапман   | Рок               |
| Ийдс Хог      | градският маршал  |
| Ноа Уилямсън  | заместник маршал  |

## Награди и номинации
„Бейби Дол“ печели награди „Златен глобус“ за режисура и дебютираща актриса (Керъл Бейкър) и награда на БАФТА за дебютиращ актьор (Илай Уолък), номиниран е за четири награди „Оскар“. 